# Silver HD
Silver HD var en filmkanal ägd av NonStop Television. Kanalen sände samma typ av filmer som systerkanalen Silver, fast i HD och med en helt egen tablå.
Kanalerna Silver och Silver HD gick vid årsskiftet 2012/2013 ihop och heter numera bara Silver och visar filmer i HD.